# Округ Грант (Арканзас)
Округ Грант (енгл. Grant County) је округ у америчкој савезној држави Арканзас. По попису из 2010. године број становника је 17.853. Седиште округа је град Sheridan.

## Демографија
Према попису становништва из 2010. у округу је живело 17.853 становника, што је 1.389 (8,4%) становника више него 2000. године.
| Група             | 2000.          | 2010.          |
| Белци             | 15.663 (95,1%) | 16.801 (94,1%) |
| Афроамериканци    | 406 (2,5%)     | 390 (2,2%)     |
| Азијати           | 22 (0,1%)      | 48 (0,3%)      |
| Хиспаноамериканци | 189 (1,1%)     | 392 (2,2%)     |
| Укупно            | 16.464         | 17.853         |